# Samagowo
Samagowo [pronunciación en polaco: /samaˈɡɔvɔ/] (en alemán: Sabangen) es un pueblo ubicado en el distrito administrativo de Gmina Olsztynek, dentro del Condado de Olsztyn, Voivodato de Varmia y Masuria, en Polonia del norte. Se encuentra aproximadamente a 10 kilómetros al norte de Olsztynek y a 21 kilómetros al suroeste de la capital regional Olsztyn.
Antes de 1945, el área fue parte de Alemania (Prusia Oriental).